# Karl Nordström
Karl Fredrik Nordström (11. července 1855 Stenkyrka socken – 16. srpna 1923 Drottningholm) byl švédský malíř. 
Studoval na stockholmské Královské akademii pod vedením Edvarda Perséa. Pak studoval ve Francii a Belgii, kde se seznámil s impresionismem. Vystavoval na Pařížském salonu a pobýval v Grez-sur-Loing, kde se seznámil se svojí manželkou, grafičkou Teklou Lindeströmovou. Po návratu do Švédska se zařadil k hnutí Opponenterna, které vedl Ernst Josephson. Tvořili je mladí malíři se zahraničními zkušenostmi, kteří usilovali o reformu uměleckého vzdělávání a demokratizaci kulturního života. Jejich požadavky byly zamítnuty, v roce 1886 proto založili sdružení Konstnärsförbundet jako protiváhu Akademie. Nordström byl v letech 1896 až 1920 předsedou této organizace a učil na její malířské škole. 
V Nordströmově malířské tvorbě dominovala krajinomalba. Žil a pracoval na rodném ostrově Tjörn, ve Skansenu a nedaleko Varbergu, kde vytvořil varberskou školu, jejímž programem byl syntetismus. Závěrečnou fázi jeho tvorby ovlivnil také expresionismus. Nordströmovy obrazy se objevily na Světové výstavě 1889, na výstavě švédského umění v Petrohradě roku 1900 a na výstavě berlínské secese roku 1910. Zasloužil se o otevření výstavní síně Liljevalchs konsthall na Djurgården. Přátelil se s Augustem Strindbergem a Nilsem Kreugerem, jeho mecenášem byl Evžen Švédský.
Je po něm pojmenována ulice na stockholmském předměstí Södra Ängby.

## Galerie

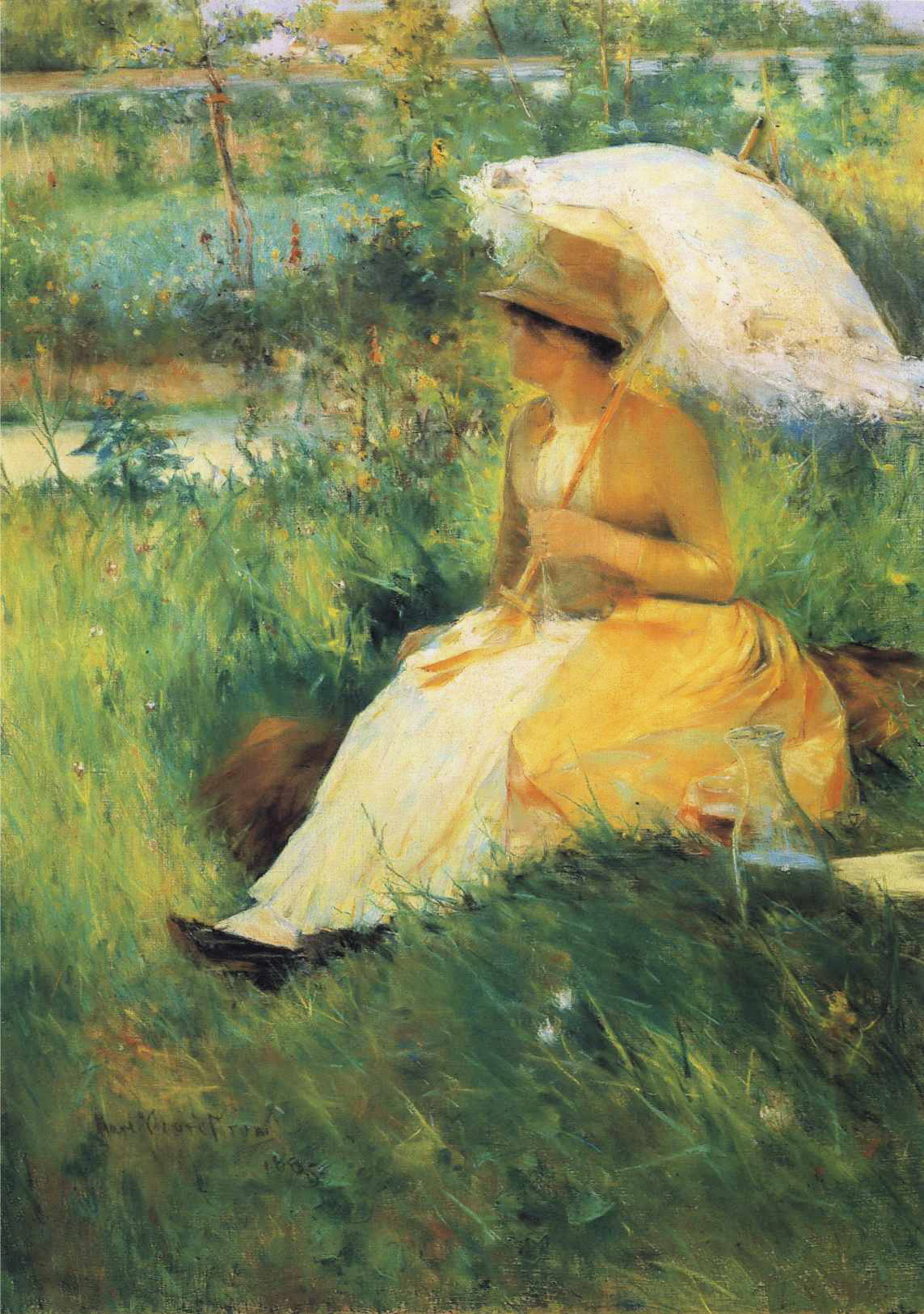
Moje žena, 1885
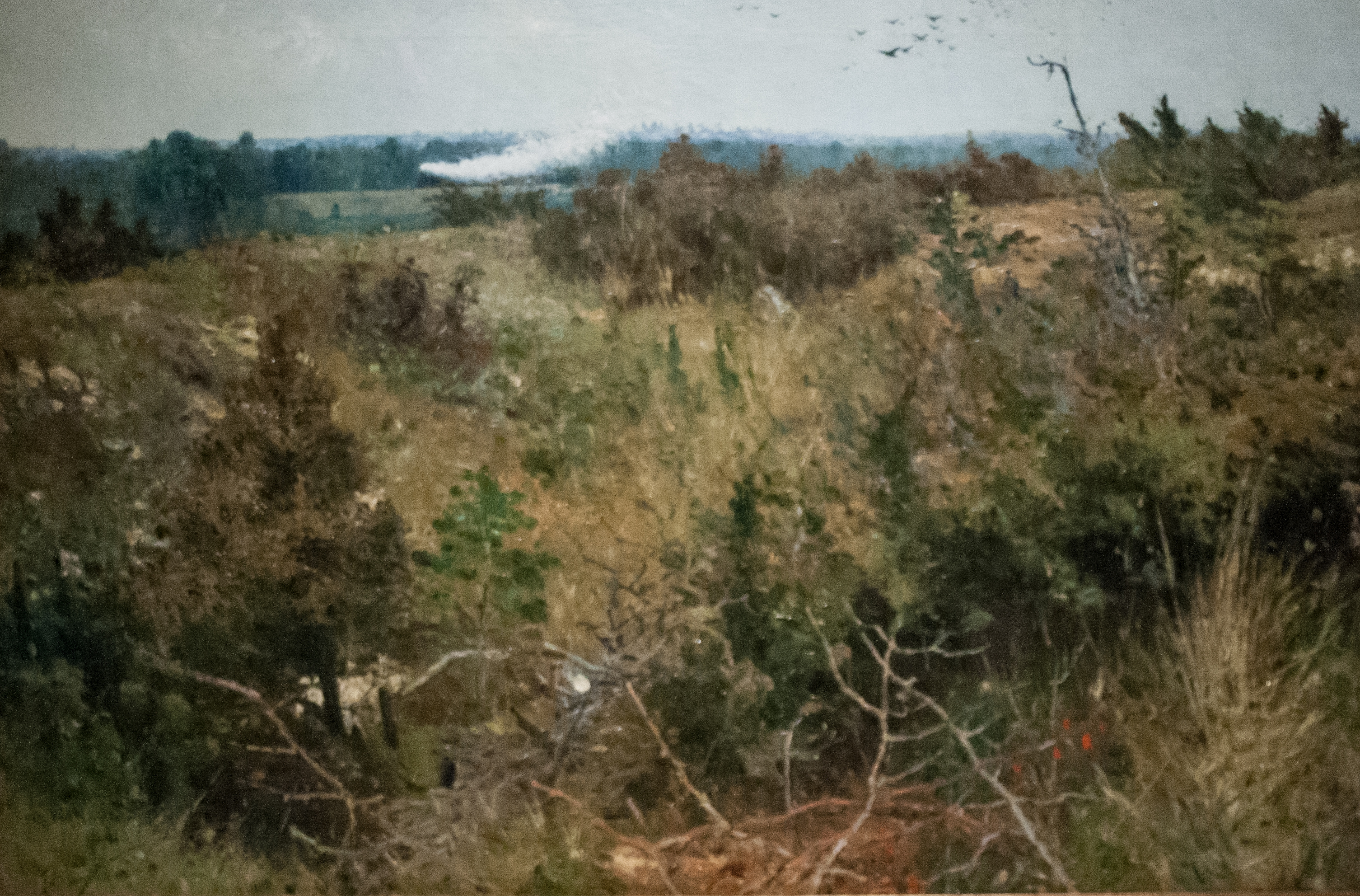
Grez-sur-Loing, 1886
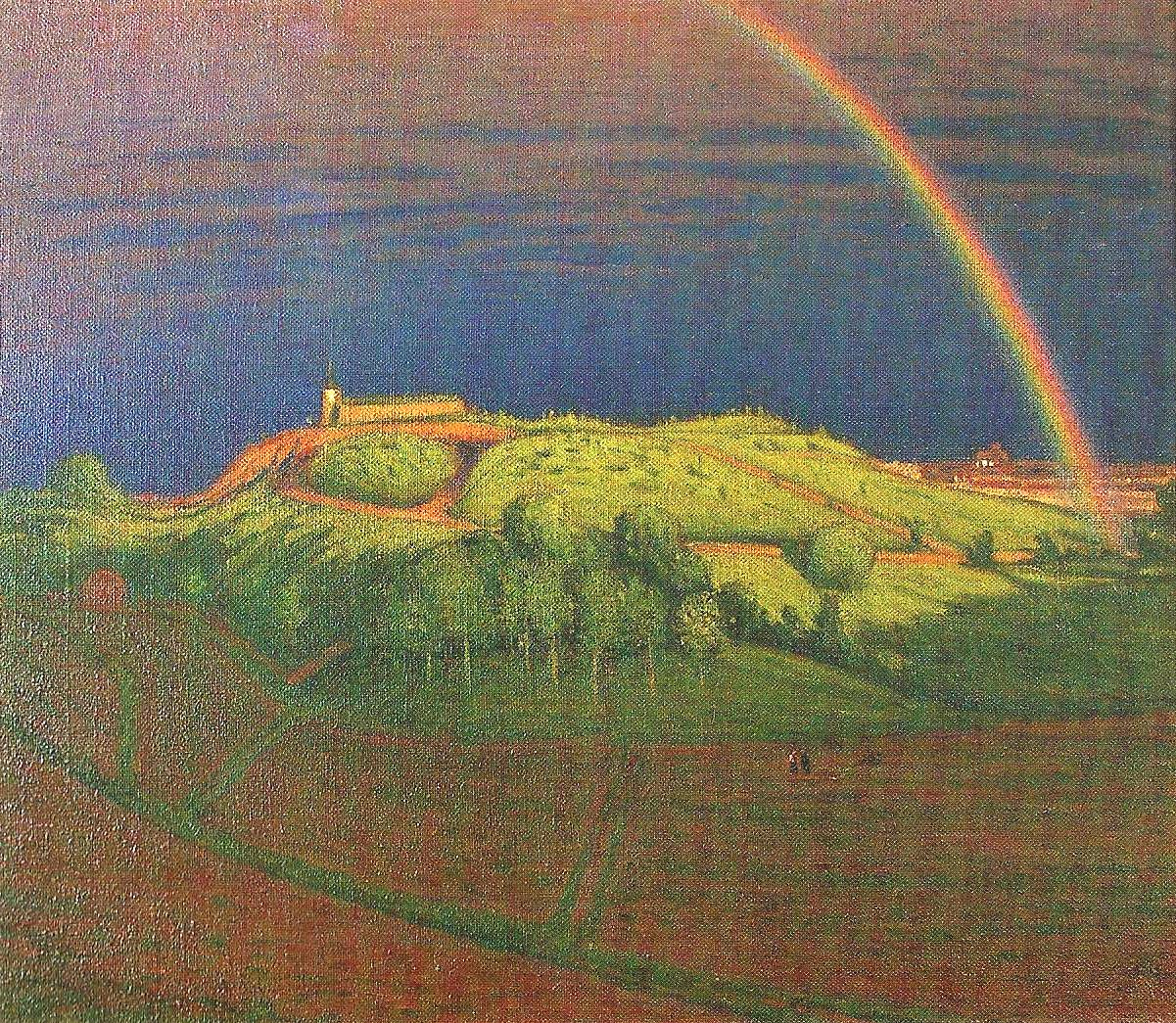
Duha, 1899
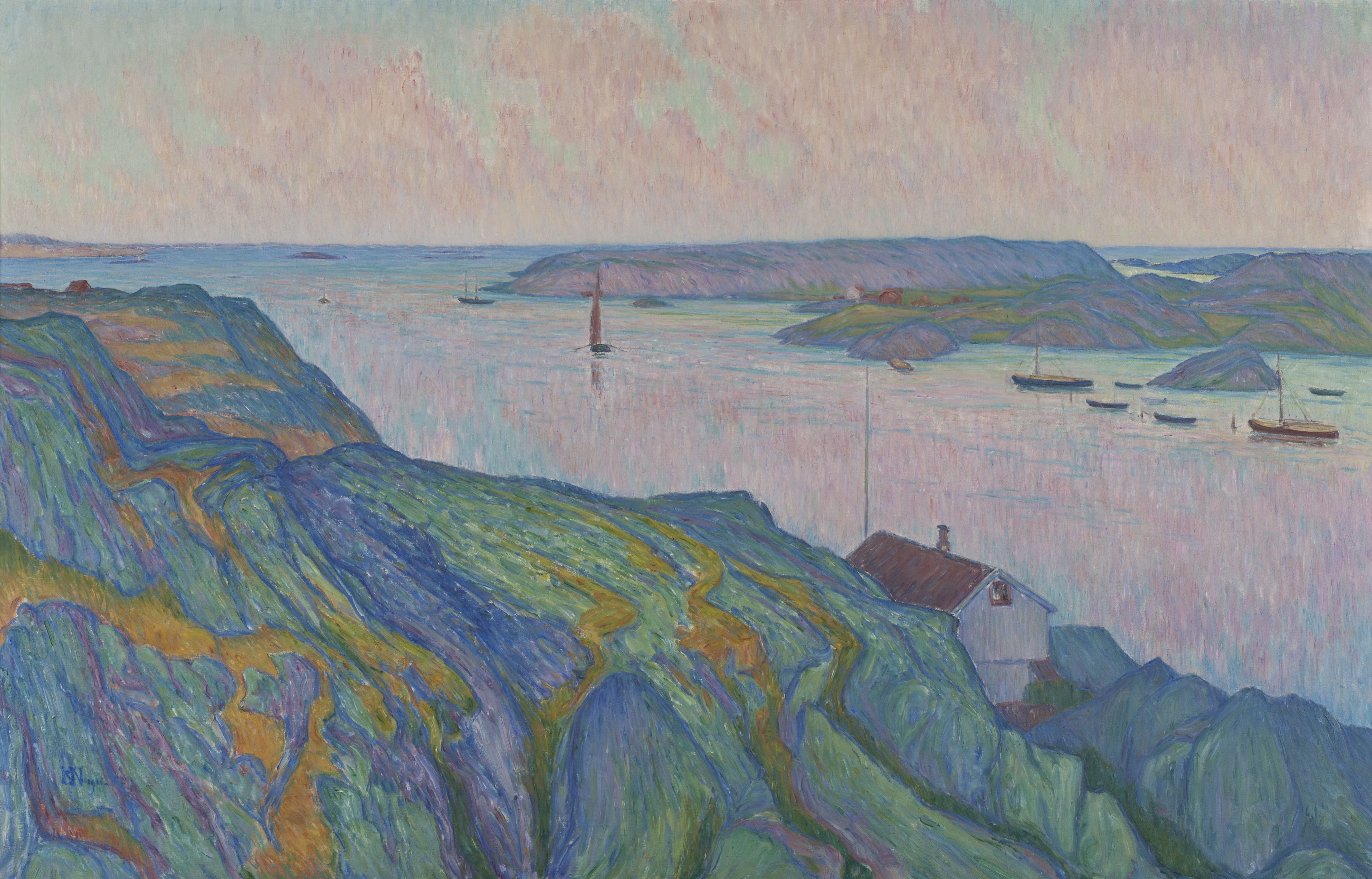
Kyrkesund, 1911
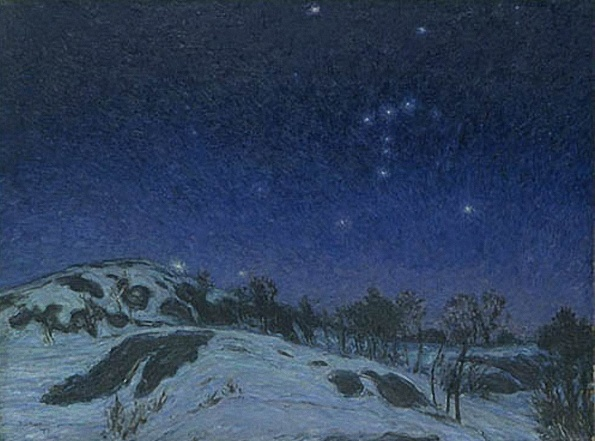
Zimní noc, 1915
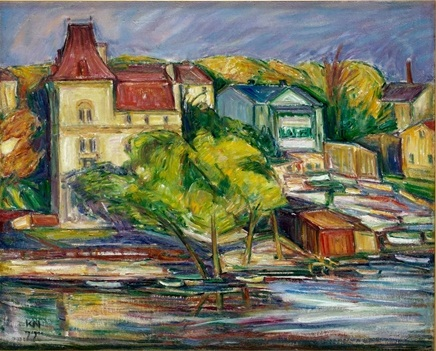
Dům v Gröndalu, 1919